# Джуліана
Джуліана (італ. Giuliana, сиц. Giuliana) — муніципалітет в Італії, у регіоні Сицилія,  метрополійне місто Палермо.
Джуліана розташована на відстані близько 480 км на південь від Рима, 55 км на південь від Палермо.
Населення — 1977 осіб (2014).
Щорічний фестиваль відбувається 3 вересня. Покровитель — Madonna dell'Udienza.

## Демографія
Населення за роками:

Станом на 1 січня 2023 року в муніципалітеті офіційно проживали 4 іноземці з 2 країн, серед них 3 громадяни країн Євросоюзу.

## Сусідні муніципалітети
- Бізаккуїно
- Кальтабеллотта
- К'юза-Склафані
- Контесса-Ентелліна
- Самбука-ді-Сицилія